# Familia Elizalde Leal
La familia Elizalde Leal,  compuesta por Delia Avilés de Elizalde Leal, y sus dos  hijos Sofía Inés y Felipe Romualdo fueron secuestrados en su domicilio en la localidad de Ensenada, provincia de Buenos Aires, durante la noche del  25 de enero de 1977. La desaparición de los tres miembros de la familia Elizalde Leal ocurrió  durante la dictadura autodenominada  Proceso  de  Reorganización Nacional.  Los tres permanecen desaparecidos. El único miembro sobreviviente de la familia es Alberto Clodomiro Elizalde Leal, hijo de Delia, quien se encontraba en prisión  a la fecha de la desaparición de su familia y de su novia María Cristina Constantini.   

## Datos biográficos

### Delia Norberta Avilés de Elizalde Leal
Nacida el 16 de marzo de 1921 en un paraje rural del departamento Gualeguaychú, fue secuestrada ilegalmente y  desaparecida durante la noche  del 25 de enero de 1977, Ensenada junto a sus dos hijos.  Era enfermera.  Luego del encarcelamiento de su hijo Alberto en septiembre de 1973,  Delia se integró al PRT y se ocupó de la atención de los presos políticos en el Frente Solidaridad con los presos políticos.
Una calle en la ciudad de La Plata, frente a la unidad penal, lleva el nombre de Delia Avilés de Elizalde Leal. En el acto en el cual se descubrió la placa en su memoria, su hijo Alberto la describió como una persona sencilla, cuyas acciones se basaban en sus sentimientos de solidaridad y compasión.
Una plazoleta ubicada en Cochabamba y Pasco en el barrio de San Cristóbal, de Buenos Aires, también lleva su nombre.

### Sofía Inés Elizalde Leal
Nacida en La Plata, 7 de septiembre de 1951, fue secuestrada y desaparecida  en la noche del  25 de enero  (posiblemente enla madrugada el 26 de enero de 1977) junto a su madre y hermano, en Ensenada.  Sofia Inés Elizalde Leal era maestra. Tenía 25 años de edad al momento de su secuestro ilegal y desaparición.  Se integró al PRT a partir del año 1973 por un breve tiempo  en la tarea de atención y apoyo a los presos políticos en el  Frente de Solidaridad. 

### Felipe Romualdo Elizalde Leal
Nacido en La Plata, 28 de marzo de 1954, fue secuestrado y desaparecido ilegalmente   durante la noche del 25 de enero de 1977 en Ensenada junto a su hermana y madre.  Era el menor de los  tres hijos de Delia.  Había cursado estudios primarios en una escuela religiosa al igual que sus hermanos. Felipe era  cartero y trabajaba en el correo argentino . Felipe Elizalde Leal  militó poco tiempo y por un tiempo se fue a vivir a Brasil. Volvió al país a comienzos de 1977 para resolver algunos trámites y reencontrarse por unos días con su mamá y su hermana. Tenía 22 años al momento de su  desaparición.  

### Alberto Clodomiro Elizalde Leal
Alberto  Clodomiro Elizalde Leal conocido como "Manzanita" , nació  el  17 de febrero de 1950, en la ciudad de La Plata, provincia de Buenos Aires.  Cursó estudios secundarios  y se recibió de bachiller en el Normal Número 3 de La Plata.  A fines de la década de 1960, siendo estudiante la Universidad Nacional de La Plata (UNLP) de la carrera de ingeniería, se sumó a la Federación de Agrupaciones Universitarias de Izquierda (FAUDI),  corriente estudiantil vinculada al Partido Comunista Revolucionario (PCR). Cursó estudios universitarios entre 1968 y 1970.  En esos años la gran mayoría de la militancia estudiantil estaba  hegemonizada por diferentes corrientes de la izquierda, salvo el caso de la Facultad de Ingeniería y de Derecho.  Alberto Elizalde Leal se unió a la Guerrilla del Ejército Libertador (GEL) a inicios de los años 70 ,una fuerza  conformado por tres  grupos de militantes, estudiantes , militantes que provenían de la resistencia peronista y en tercer lugar por un grupo que se iba a sumar a la guerrilla de Masetti en Salta. El GEL era un grupo político militar modesto que  tenía poca inserción territorial. Sus militantes se formaban leyendo el Manual del brasileño Carlos Marighella, además de los clásicos del marxismo y de autores vietnamitas. Alberto Elizalde Leal fue detenido en una acción del GEL en noviembre de 1971 durante la presidencia de Alejandro Agustín Lanusse , junto a otros de sus compañeros como Rolo Diez. Permaneció en prisión hasta el 25 de mayo de 1973. En la cárcel  conoce a Mario Roberto Santucho y a Enrique Gorriaran Merlo .En ese momento  comenzó su militancia en el Partido Revolucionario de los Trabajadores (PRT).  El 25 de mayo de 1973 es liberado luego del  "devotazo" y continua su militancia en el frente gremial  del PRT  Norte-Norte,  regional que incluía de Munro a Campana aproximadamente. Repartía la prensa del partido en la puerta de las fábricas.      
El 6 de septiembre de 1973,  durante el gobierno  del presidente Lastiri , Alberto Elizalde Leal  participó en el asalto al Comando de Sanidad del Ejército, organizado por el PRT-ERP. Elizalde Leal fue convocado 15 días antes a dicha acción debido a su experiencia anterior en el  GEL.  La operación tenía por objetivo la captura de armamento y fue un  fracaso.  Por este hecho fue apresado  junto a sus compañeros y condenado a la pena de 20 años de prisión. Elizalde Leal es  enviado al  cuartel de la policía militar en Palermo donde fue torturado  y luego  de unos días en Tribunales  estuvo encarcelado en la cárcel  de Villa Devoto , en  Rawson, en  Sierra Chica y La Plata.  En prisión continúa con su actividad en el partido. 
Si bien estaba oficialmente detenido, su nombre figuraba en decretos reservados y secretos. El 17 de enero de 1975, la presidenta María Estela Martínez de Perón firmó el Decreto S 118 por el cual se dispone su traslado, junto con otras 80 personas a la cárcel del Rawson. 
Alberto  Elizalde Leal explicó los traslados; "A comienzos de 1975, cuando ya éramos un par de centenares en Devoto, empezó una política de redistribución de presos en varios penales del país. Junto a otros compañeros me trasladaron a Rawson, era alrededor de setiembre u octubre de 1975”, recordó Elizalde Leal. “En ese momento ya estaban las Fuerzas Armadas coordinando la actuación represiva, desde febrero en Tucumán y a partir de octubre en todo el país, y los traslados eran muy violentos: viajábamos encapuchados y éramos sometidos a toda clase de golpes y agresiones de los guardias penitenciarios. En Rawson permanecí hasta julio de 1976, cuando en plena visita de mi madre me trasladaron, junto a un francés que militaba en Montoneros, a Villa Devoto”.  
Los secuestros y desapariciones ilegales de su madre y sus dos  hermanos sucedieron mientras Alberto Elizalde Leal  cumplía su condena. En su declaración en la causa Circuito Camps,   Alberto Elizalde Leal atribuyó su desaparición a la solidaridad que habían mostrado con los presos políticos.   Declaró que:  “Lo que pasa con mi familia, pasa, básicamente, porque ellos estaban relacionados con la actividad de solidaridad con los presos políticos y, por otro lado, por el simple hecho de ser familiares de un detenido político”. Su pareja María Cristina Constantini también fue desaparecida el  mismo día que desaparecieron sus tres familiares: el 25 de enero de 1977.   María Cristina  Constantini era médica. 
El 8 de agosto de 1984 recuperó su libertad, en virtud de lo establecido por la ley ley 23.070, que beneficiaba a quienes hubieran cumplido condena en el período 1976-1983. La ley que computaba doble cada día de detención cumplido mientras duró la dictadura militar. 
Alberto Elizalde  Leal  denunció la desaparición de sus familiares ante la Comisión Nacional de Desaparición de Personas (CONADEP). También declaró en los Juicios por la Verdad y en la causa Circuito Camps.  Luego de la desaparición de la familia Elizalde Leal la casa fue completamente saqueada por los  secuestradores.  
En los años 80 militó un tiempo en el PI ( Partido intransigente)  y trabajó en OCECAC, la obra social de los empleados de comercio.   Fue también  uno de los fundadores del diario  Página 12 junto de Jorge Lanata, diario en el que ocupó distintos cargos en la dirección, entre ellos  el cargo de gerente general hasta que se vendió el diario a mediados de los años 80. Vivió en el sur un tiempo. Trabajó en la revista "Pista".   También fue director periodístico de "El Diario" de Paraná, Entre Ríos entre  2010 y 2011.   Alberto Elizalde Leal participó en varios documentales como guionista y productor,  así como  también  la película y luego la miniserie “Unidad 9”, sobre la cárcel de La Plata. Se trata de una producción de 13 capítulos de 47 minutos cada uno.  Junto con Eduardo Anguita produjo el documental "El azúcar y la sangre .La guerrilla rural en Tucumán 1966-1976 " acerca de Tucumán.  Tuvo una revista de música llamada " Primer Corte".   Trabajó también en el medio digital  "Miradas al Sur" donde fue subdirector.   Publicó el libro  " La CNU, el terrorismo de Estado  antes del golpe"    junto al periodista Daniel Cecchini. Se trata de una colección de notas publicadas en "Miradas al Sur".  Alberto Elizalde Leal y su militancia aparece mencionado en el libro "La Voluntad"  del periodista Eduardo Anguita. En abril de 2025 declaró en el juicio de la masacre en el pabellón séptimo.